# Macrobrachium ahkowi
Macrobrachium ahkowi är en kräftdjursart som beskrevs av Chong och Koo 1987. Macrobrachium ahkowi ingår i släktet Macrobrachium och familjen Palaemonidae. Inga underarter finns listade i Catalogue of Life.